# モトーリ・モデルニ
モトーリ・モデルニ（Motori Moderni）は、1984年にイタリア人エンジニアのカルロ・キティが興したレーシングエンジンの専門会社である。本拠地はイタリアピエモンテ州ノヴァーラ。

## 沿革
元フェラーリ、アルファロメオのエンジン設計技師であるカルロ・キティがアルファロメオのモータースポーツ部門「アウトデルタ」から独立し、1984年自らの会社「モトーリ・モデルニ」を設立。

## F1

### V6ターボエンジン

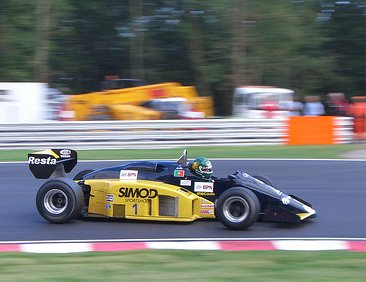
ミナルディM185・モトーリ・モデルニ
（1985年）

1984年の会社設立からわずか5ヶ月という短期間で新エンジンを開発。F1新規参戦を目指していたミナルディのためにエンジンを作り上げた。バンク角90度のV型6気筒エンジンにKKK製ツインターボを装着し、1985年第3戦サンマリノGPよりミナルディのマシンにエンジンが搭載され、モトーリ・モデルニエンジンのF1参戦が開始された。
1986年にはフランスの新興チームであるAGSにもミナルディと同じエンジンを供給したが、ポイントを獲得することはおろか、予算不足もあり信頼性が低く完走もままならなかった。ミナルディとは1987年最終戦までタッグを組んだ。

### F12エンジン
1989年よりF1のエンジン規定が「自然吸気3,500cc」に統一されることが決まると、キティは水平対向12気筒 (F12) エンジンを開発。日本の富士重工業（スバル）と提携し、「スバル-モトーリ・モデルニ」として1990年よりコローニへ供給することになる。
当時スバルのモータースポーツ代表者だった高岡祥郎によれば、発端はロードカー「ジオット・キャスピタ」用に3,300ccの水平対向6気筒エンジン（のちのアルシオーネSVXに搭載）をチューンするという話だった。欧州のエンジンチューナーと接触する中で童夢の林みのるにモトーリ・モデルニを紹介され、計画が「F12エンジン開発」「F1参戦」へと膨らんでいったという。
1988年1月にスバルとのジョイントが発表され、同年のイタリアGP前にミラノでF12エンジン（開発コード"1235"）が初公開された。1989年にはミナルディのマシンに搭載してテストを行ったが、ミナルディ側が採用に難色を示したため、供給先をコローニへ変更した。スバルは前線基地としてスバルテクニカヨーロッパ (STE) を設立し、コローニの株式半数を取得してチームの共同運営も行った。
1990年はコローニ・C3Bに搭載され、ベルトラン・ガショーの1台体制で参戦したが、開幕から8戦続けて予備予選落ちという惨憺たる結果が続いた。エンジン性能は最高出力600ps以上、最高回転数13,000rpmと発表されたが、「ダブルベッド」と揶揄されたサイズ（743×725×399mm）、159kgという重量は当時のF1エンジンの水準に達していなかった（高岡は剛性の弱さと5バルブの不調も指摘している）。結局、スバル本社の判断により提携が解消され、第8戦イギリスGPを最後にF1から撤退した。コローニは後半戦は市販のフォード・コスワース・DFR (V8) へスイッチし、少なくとも予備予選は通過できるようになった。
なお、モトーリ・モデルニはV12エンジンも開発しており、F1計画終了後はモンテカルロのスポーツカーに搭載される予定だった。
キャスピタの方は585ps/10,750rpmにデチューンしたF12ユニットを搭載する試作1号車が1989年の第28回東京モーターショーに参考出展されたが、2号車以降はジャッドV10エンジンに変更された。現在、1号車は日本自動車博物館に展示されている。

## WSPC
モトーリ・モデルニのF1エンジンはスポーツカー世界選手権でも使用された。V6ターボはグループC (C2) マシンに搭載され、世界スポーツプロトタイプカー耐久選手権 (WSPC) に参戦した。
F12エンジンはグループCカーのアルバ・AR20/1にも搭載され、1990年のWSPCに参戦した。全9戦のうち5戦で搭載され、予選不通過3回、決勝不出走1回、不参加1回の不振な成績で、シーズン途中でビュイックエンジンに換装された。

## 搭載マシン
- ミナルディ・M185 (1985年)
- ミナルディ・M185B (1986年)
- ミナルディ・M186 (1986年-1987年)
- AGS・JH21C (1986年)
- コローニ・C3B (1990年)
- アルバ・AR20/1 (1990年)